# Ágios Epíktitos
Ágios Epíktitos är en ort i Cypern.   Den ligger i distriktet Eparchía Kerýneias, i den nordöstra delen av landet, 16 km norr om huvudstaden Nicosia. Ágios Epíktitos ligger 88 meter över havet och antalet invånare är 5 110. Den ligger på ön Cypern.
Terrängen runt Ágios Epíktitos är kuperad söderut, men norrut är den platt. Havet är nära Ágios Epíktitos norrut.  Trakten runt Ágios Epíktitos är ganska glesbefolkad, med 25 invånare per kvadratkilometer. Närmaste större samhälle är Nicosia, 16,3 km söder om Ágios Epíktitos. Trakten runt Ágios Epíktitos är i huvudsak ett öppet busklandskap.
Medelhavsklimat råder i trakten. Årsmedeltemperaturen i trakten är 22 °C. Den varmaste månaden är augusti, då medeltemperaturen är 35 °C, och den kallaste är januari, med 10 °C. Genomsnittlig årsnederbörd är 474 millimeter. Den regnigaste månaden är december, med i genomsnitt 108 mm nederbörd, och den torraste är augusti, med 1 mm nederbörd.